# 官厅水库
官厅水库位于北京市与河北省交界处，大部分位于河北省张家口市怀来县境内，小部分位于北京市延庆区。官厅水库因大坝修建在官厅镇附近而得名，是1949年后中华人民共和国建设的第一座大型水库。

## 概述及历史

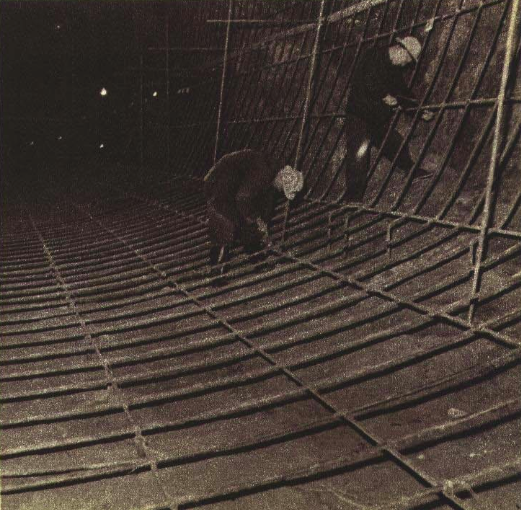
1952年建造中的永定河官厅水库

官厅水库上游桑干河、洋河交汇形成永定河入注官厅水库，妫水河也汇入，下游为永定河。
官厅水库于1951年10月动工，怀来县和延庆县111个村庄5.2万人移民。怀来县老县城也在库区淹没范围。由于当时的经济、技术条件的限制，在最初的两年多时间里，水库工地上大型机械很少。从全国各地调运钢材、钢筋、水泥、杉杆、苇席、木材及施工机械优先保障该工程。工程技术人员及工人从荆江分洪工程、天宝铁路、华北水利工程局、清华大学水利系和华北工业学校等全国18个省直辖市调集；河北省委派来大批干部、北京和各地派来文艺工作团、电影放映队。1954年4月12日，毛泽东在官厅水库竣工前夕，视察了工地；水库建成后，又亲笔题词：“庆祝官厅水库工程胜利完成。”1954年5月13日竣工。1955年7月正式蓄水运行。原设计库容22.7亿立方米，坝顶高程485.27m。此后经过4次扩建和加固，坝顶高程492m，总库容为41.6亿立方米，调洪库容29.9亿立方米。水面面积238平方公里，控制流域面积43402平方公里。坝址位于永定河官厅山峡入口处。建有1座主坝，1座溢洪道、1条输水泄洪洞。主坝坝顶长423米，最大坝高52米，坝底宽360米，顶宽10米，最高蓄水位483.07米。溢洪道长430米,最大泄洪量560立方米/秒。装机容量3x1万千瓦。
官厅水库建成后成为京西主要的饮用水来源，京密引水等工程未解决冬季输水问题之前，官厅水库一度是冬季冰期北京市区工业和生活的唯一地表水源。五十年代，水库年均蓄水量为19亿立方米。官厅水库原设计按一千年一遇洪水设计，一万年一遇洪水校核。1975年8月河南“75·8”水库溃坝后，经过复核，官厅水库防洪标准只有370年一遇。为此在1967年溢洪道降低堰顶的初步改建基础上，1975年后开始了加固、改建和加高，经过14年连续施工，水库防洪标准由原来370年一遇提高到防御可能最大洪水的标准。现行水库防洪标准为：千年一遇洪水设计，可能最大洪水校核。水库防洪效益显著，基本上免除了永定河下游的洪水灾害。水库建成后拦蓄大于1000立方米/秒的洪水8次，削减洪峰流量70~96%，发挥了拦洪调蓄作用，使下游没有出现洪水灾害。历史经历最大洪水为1959年7月底到8月初官厅水库上游出现瞬时流量2660m3/秒，入库洪峰2499m3/秒，8月6日水库水位达477.05m，主要利用输水隧洞和电站发电泄水，进行水库调节；共开启闸门79次，泄水1.78亿m3，最大泄量为600m3/秒，远小于下游山峡河道所能承担的2500m3/s的泄量。最大入库水量也是出现在1959年，为25.48亿立方米。自1953年以来，永定河曾出现了8次大于1000m3/s的洪水，包括1956年洪水（8月9日17时最大入库洪峰1114m3/s)、1967年洪水（1500m3/s）、1974年8月23日水库水位达到汛期最高值477.30m，相应蓄水量为7.55亿m3。
官厅水库的建成为官厅山峡梯级发电创造了条件。继1956年官厅水力发电站建成以后，先后又修建了下马岭、下苇甸两座梯级电站，至2000年，三座电站共发电82亿度。
1971年春天，官厅水库死了很多鱼。当时中科院地理所、北京市卫生防疫站等单位派人进行了实地调查，发现与张家口宣化上游的工厂排污有关。1972年春天，怀来、大兴县许多民众因食用官厅水库的鱼后出现恶心、呕吐等症状。中国国家计划委员会和原国家基本建设委员会随后向国务院作出《关于官厅水库污染情况和解决意见的报告》，指出上游沙城、宣化等地工业废水已经污染水源。于是，国务院连发3份文件，并成立了官厅水系水源保护领导小组办公室（下称“官办”），专门治理此项目。1971年，官厅水库由国家水利部管理改为北京市政府管理，现为北京市水务局官厅水库管理处。在治理污染过程中，在边做边探索的情况下，官厅水库53%的污染物被处理掉了。这场战役的额外成果是诞生了一项环境管理制度——“三同时”制度。1972年6月，在国务院批准的《国家计委、国家建委关于官厅水库污染情况和解决意见的报告》中，第一次提出了“工厂建设和三废利用工程要同时设计、同时施工、同时投产”的要求。
1968年官厅水库畔建起沙城农药厂。1972年发现此厂污染水源，导致水体滴滴涕(DDT)超标，因此该厂转产。此厂引发了中国环境保护事业的发展。
20世纪80年代以后随着周边工业经济的发展，官厅水库的水质仍在恶化，水量也程逐年下降的趋势。1997年有市民发现官厅水库水体有异味，官厅最终退出饮用水源地体系。目前官厅水库的水主要用作北京西部地区的工业水源。
从2005年初至2006年底，官厅水库首次禁渔，让水库还清半污染水质，官厅水库水质逐渐恢复至IV类水质，依然不能达到规定的Ⅲ类以上饮用水质标准。2007年8月20日，北京水务局通告，官厅水库继密云水库、怀柔水库和海子水库之后，成为北京第4个备用饮用水源。
2017年3月，总规划面积达20.3万亩的官厅水库国家湿地公园建设正式启动，预算共计50亿元，预计2020年全部建成。
2016年北京官方公布的战略计划，到2035年将恢复官厅水库饮用水源功能。